# 直升機

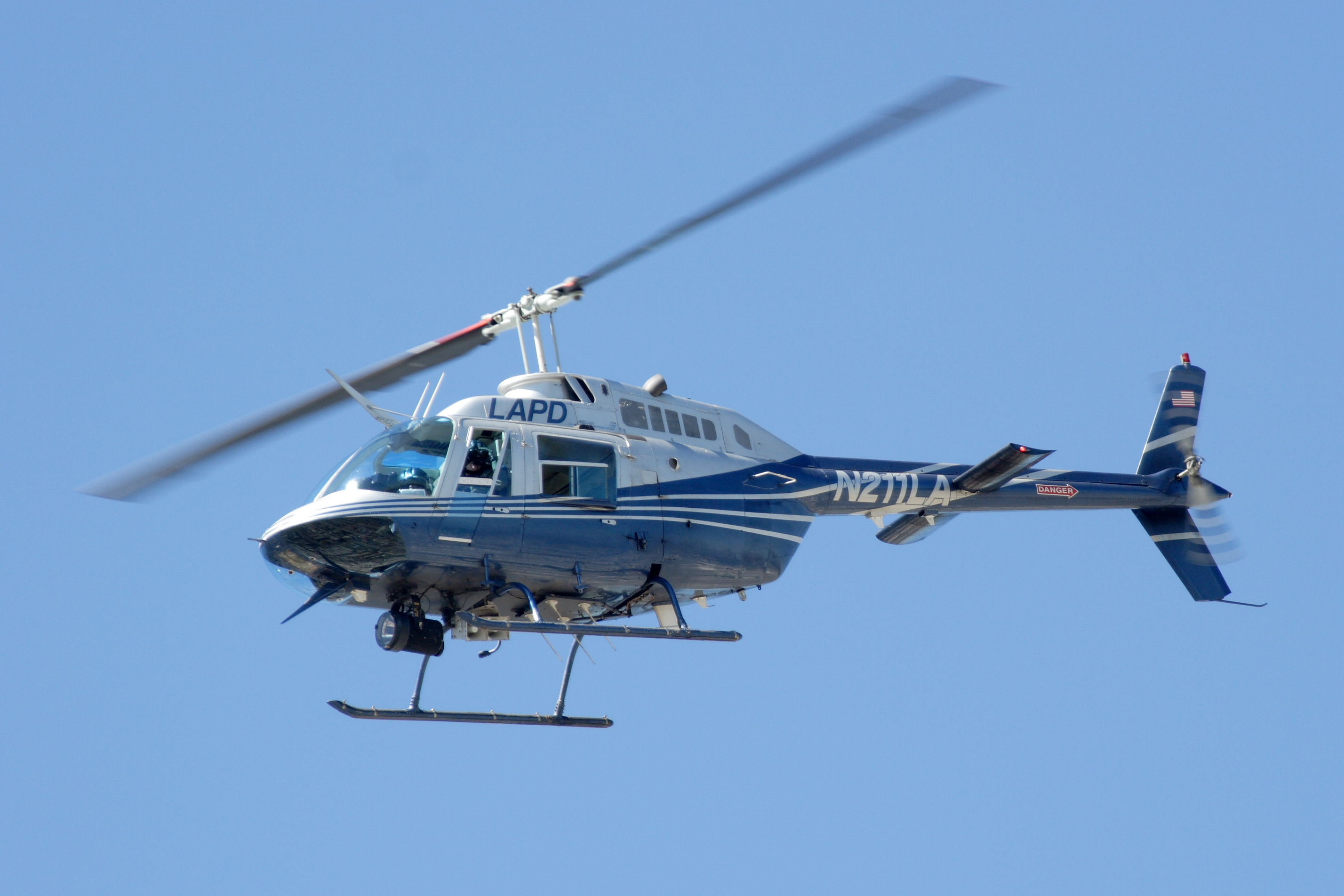
服役于洛杉矶警察局的贝尔206型直升机

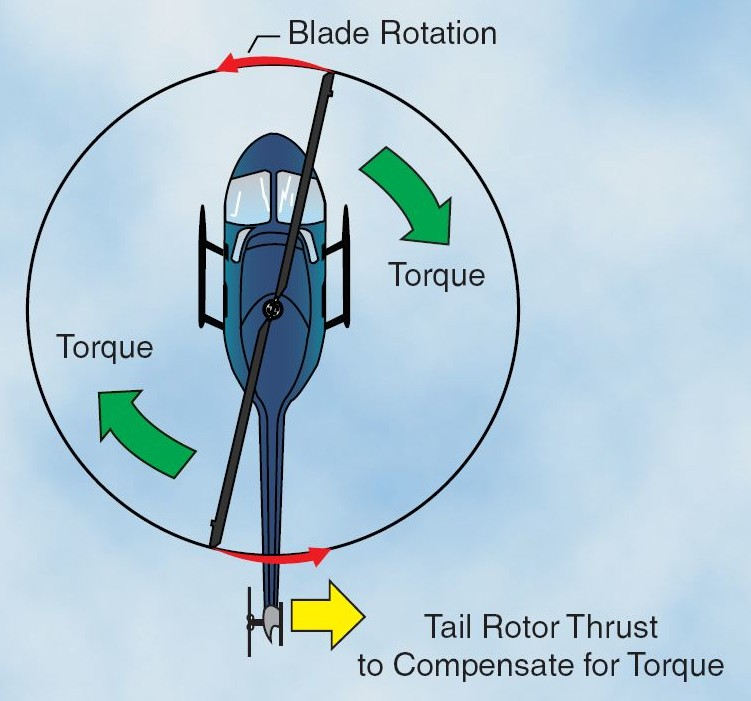
直升机旋翼運作說明

直升机或直升飛機是一类由水平旋转的动力旋翼提供向上升力和飞行推进力的飛行器，是旋翼航空器的主要种类。直升机具有大多数固定翼飞机所不具备的垂直起降、悬停和随意向前、向后或侧向飞行的能力，这些特点使得直升机在很多狭窄、崎岖、缺乏跑道的复杂环境下有许多优势。与固定翼飞机相比，直升机的缺点是速度低、耗油量较高、航程较短、載重較少。

## 飞行原理
直升机旋翼产生升力的原理与固定翼飞机的机翼相似，通过翼剖面与空气发生相对运动使得旋翼产生上弱下强的气压差，进而产生升力并通过旋翼的主轴传递给机身，使其可以克服重力实现飞行。和固定翼飞机的机翼一样，直升机旋桨能够产生的升力大小取决于气流速度和其桨叶水平投影面积的总和；但直升机不像固定翼飞机那样必须依赖整个机体的向前运动才能让机翼产生气流，而是依靠翼片的旋转产生與空氣的相對運動。但旋翼在提供升力的同时也会产生反扭矩（与旋翼的转动方向相反、角动量相等的反作用扭矩）并传递到机身上，这使得最为常见的单旋翼直升机在浮空时会向着旋桨相反的方向自旋。为了平衡反扭矩，直升机需要在机尾位置产生一个与旋翼方向相同、角动量相等的水平旋转推力hello抵消反力矩，最常见的做法是在机尾末端安装一个垂直的小型螺旋桨（即尾桨）提供推力。而双旋翼和多旋翼直升机多采用让反向旋转的旋翼之间的扭矩相互抵消的方法来清除反扭矩，并可以利用各个旋翼的转速差别来改变飞行状态。在附圖的運作說明中可以見得，由上俯視一個逆時針旋轉的主翼，它的尾槳會是向黃色箭頭所指方向推力的。
直升機和自轉旋翼機的外觀相似，但是飞行原理和性能并不同。自轉旋翼機的发动机只驱动尾部的螺旋桨提供前进推力，主旋桨并没有动力源，必须依赖向前运动时的相对反向气流才能被动旋转产生升力。自轉旋翼機虽然构造比較簡單和低價也可以做到短程起降，但完全没有垂直起降、悬停、随意侧飞和倒飞的能力，不如直升機的性能广泛，是介乎於固定翼飛機和直升機中間的一种对跑道要求较低的飞行器。用途較狹而專業化的航空機構通常擁有直升機，但鮮有採用旋翼機。

## 历史
人类梦想的飞行方式是原地腾空而起，既能自由飞翔又能悬停于空中，并且随意实现定点着陆。例如阿拉伯人的飞毯，希腊神的战车，都是垂直起落飞行器。其中最有价值、最具代表性的是中国古代玩具竹蜻蜓和意大利人达·芬奇关于垂直起降航空器的画作。
李約瑟誤以為中国晋朝葛洪所著的《抱朴子》有紀錄類似竹蜻蜓最早的動力機械，但實際上文章說的是服丹修練成仙成功時，人可以飛行。
《简明不列颠百科全书》第9卷写道：“直升机是人类最早的飞行设想之一，多年来人们一直相信最早提出这一想法的是达·芬奇，但现在都知道，中国人比中世纪的欧洲人更早做出了直升机玩具。”这种玩具于14世纪传到欧洲。“英国航空之父”乔治·凯利（1773年－1857年）曾制造过几个竹蜻蜓，用钟表发条作为动力来驱动旋转，飞行高度曾达27米。
随着生产力的发展和人类文明的进步，直升机的发展史由幻想时期进入了探索时期。欧洲产业革命之后，机械工业迅速倔起，尤其是20世纪初汽车和轮船的发展，为飞行器准备了发动机和可供借鉴的螺旋桨。经过航空先驱者们勇敢而艰苦的创造和试验，1903年莱特兄弟（Wright brothers）制造的固定翼飞机飞行成功。在此期间，尽管在发展直升机方面，航空先驱们付出了相当的艰辛和努力，但由于直升机技术的复杂性和发动机性能不佳，它的成功飞行比飞机迟了30多年。
20世纪初为直升机发展的探索期，多种试验性机型相继问世。试验机方案的多样性表明了探索阶段的技术不成熟性。经过多年实践，这些方案中只有纵列式和共轴双旋翼式保留了下来，至今仍在应用。双桨横列式方案未在直升机家族中延续，但在倾转旋翼飞机中得到了继承和发展。
俄国人尤利耶夫另辟捷径，提出了利用尾桨来配平旋翼反扭矩的设计方案并于1912年制造出了试验机。这种单旋翼带尾桨式直升机成为至今最流行的形式。
经过20世纪初的努力探索，为直升机发展积累了可贵的经验并取得显著进展，有多架试验机实现了短暂的垂直升空和短距飞行，但离实用还有很大距离。
飞机工业的发展使航空发动机的性能迅速提高，为直升机的成功提供了重要条件。旋翼技术的第一次突破，归功于西班牙人Ciervao，他为了创造“不失速”的飞机以解决固定翼飞机的安全问题，采用自转旋翼代替机翼，发明了自转旋翼机。旋翼技术在自转旋翼机上的成功应用和发展，为直升机的诞生提供了另一个重要条件。
1907年8月，法国人保罗·科尔尼研制出一架全尺寸载人直升机，并在同年11月13日试飞成功。这架直升机被称为“人类第一架直升机”。1938年，年轻的德国人汉纳赖奇驾驶一架双旋翼直升机在柏林体育场进行了一次完美的飞行表演。这架直升机被直升机界认为是世界上第一种试飞成功的直升机。1936年，荷蘭福克公司在对早期直升机进行多方面改进之后，公开展示了自己制造的FW-61直升机，1年后该机创造了多项世界纪录。
1939年春，美国的伊戈尔·伊万诺维奇·西科尔斯基完成了VS-300直升机的全部设计工作，同年夏天制造出一架原型机。这种单旋翼带尾桨直升机构型成为现在最常见的直升机构型。
20世纪40年代，美国沃特-西科斯基公司研制的一种2座轻型直升机R-4，它是世界上第一种投入批量生产的直升机，也是美国陆军航空兵、海军、海岸警卫队和英国空军、海军使用的第一种军用直升机。该机的公司编号为VS-316，VS-316A。美国陆军航空兵的编号为R-4，美国海军和海岸防卫队的编号为HNS-1，英国空军将其命名为“食蚜虻1”（Hoverfly 1），英国海军将其命名为“牛虻”（Gadfly）。
到30年代末期，在法国、德国、美国和前苏联都有直升机试飞成功，并迅速改进达到了能够实用的程度。其中德國的Fl 282直昇機和Fa 223 龍式軍用直升機，更被部分人認為才是真正最早期量產的直升機，但它們實際產量比較少。第二次世界大战的军事需要，加速了这一进程，促使直升机发展由探索期进入实用期，直升机开始投入生产线生产。到二战结束时，德国工厂已生产了30多架直升机，美国交付的R5、R6直升机已达400多架。
20世纪的后半期直升机进入航空实用期，特別是越戰期間大量直升機部屬到戰場，戰後直升机的应用领域不断扩展，数量迅速增加。

## 世界直升機日
每年八月第三個星期日被列為世界直升機日。

## 旋翼类型

### 单旋翼直升机
单旋翼直升机（monocopter或unicopter）是直升机的主要类型，使用单一的主旋翼（main rotor）产生升力，但因为角动量守恒的原因，必须配有一个反扭矩机制去抵消主旋翼旋转造成的机体反向旋转。
- 带尾桨（tail rotor）

最常见的直升机类型，由单一的水平旋翼负责提供升力，同时使用一个尾部一个小型螺旋桨（尾桨）做为反扭矩旋桨（anti-torque rotor）负责抵消主旋翼产生的反扭矩。
- 涵道式尾桨（ducted fan，又称fenestron、fantail或fan-in-fin）

传统尾旋翼的一个变种，用安装在涵道式外壳内的风扇代替了外置开放式的尾桨，优点是安全性高、震动和噪音小，缺点是重量大、造价高、推重比相对较低等等。最早由欧洲直升机公司的前身南方飞机公司（后合并成为法国宇航公司）于20世纪60年代构思设计，首先出现在SA341瞪羚直升机上。现今欧直的许多机型，如EC120“蜂鸟”、EC130、EC135、AS365“海豚Ⅱ”系列等等，都是涵道式尾桨设计。除了欧直之外，美国流产的RAH-66“卡曼契”、俄罗斯的卡-60“虎鲸”、日本陆上自卫队的川崎OH-1和中國的直-19直升机等也采用了涵道式设计。
- 无尾桨（NOTAR，即no tail rotor）

不使用任何旋桨，而是在机尾部侧面有排气口將空气喷出，与旋翼的下洗气流相互作用产生侧向力来抵消旋翼产生的反扭矩。例如，美国麦道直升机公司生产的MD520N直升机。

有尾桨例子：西科斯基UH-60
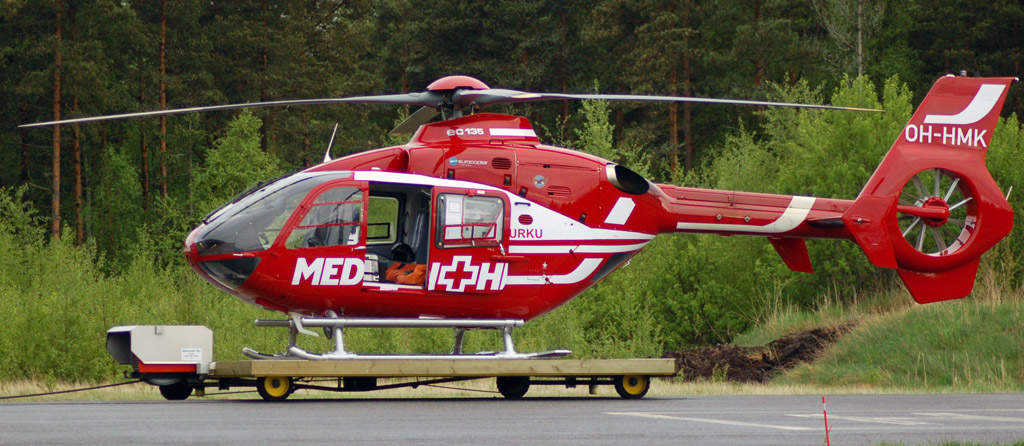
涵道式尾桨例子：欧直EC-135
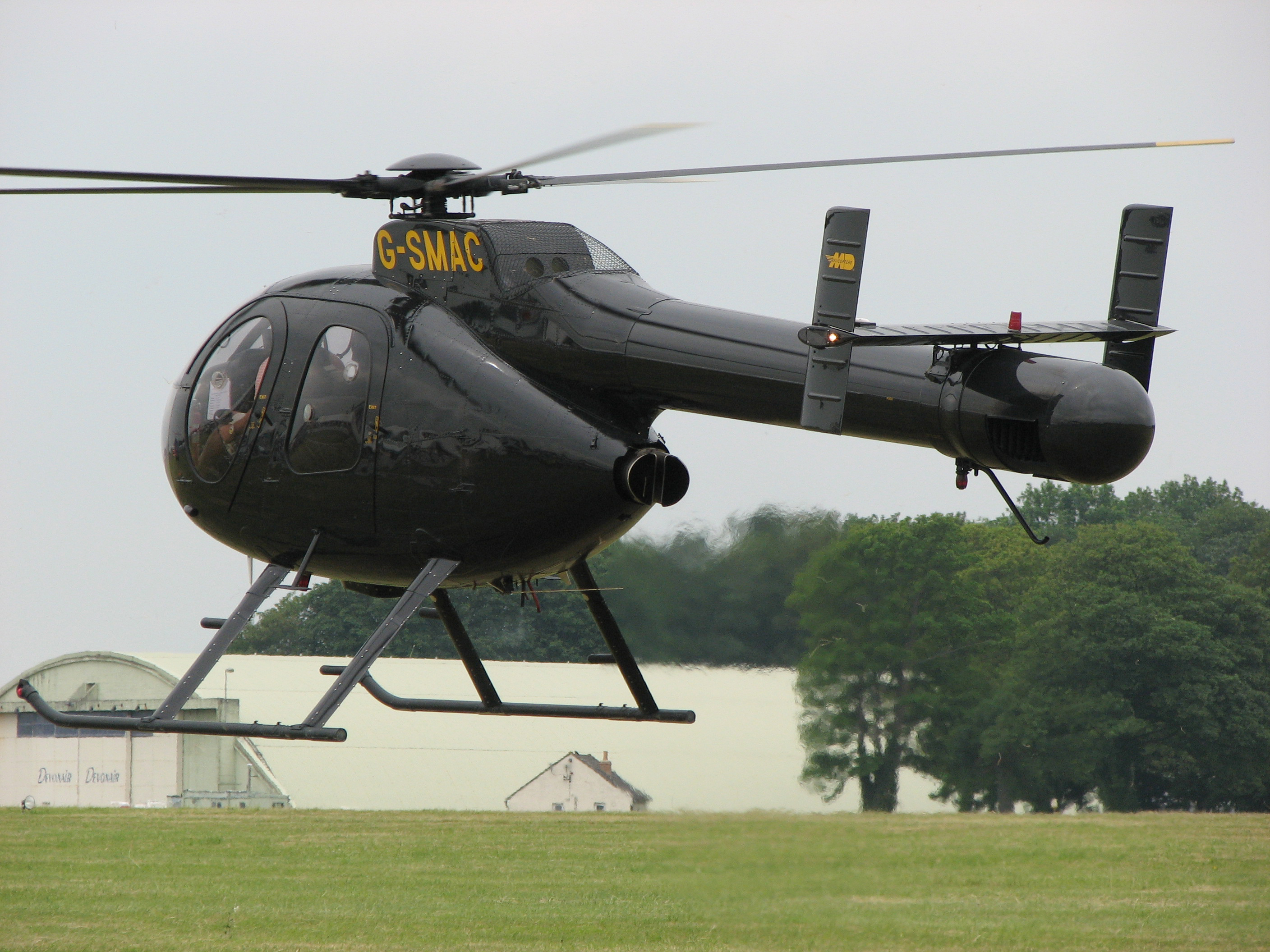
无尾桨例子：麦道MD520N

### 双旋翼直升机
双旋翼直升机（bicopter）使用两个旋翼合作产生升力，可以用方向相反的旋转互相抵消反扭矩，因此不需要在尾部安装垂直旋桨。
- 纵列式（tandem）

两个旋翼前后纵向排列，旋转方向相反，多见于大型运输直升机。例如，美国波音公司制造的CH-47“契努克”运输直升机。
- 横列式（transverse）

两个旋翼左右横向排列，旋翼轴间隔较远，旋转方向相反。例如，前苏联米里设计局研制的Mi-12直升机。
- 倾转式（tiltrotor）

横列式的变种，在一对固定翼的末端装有可倾转的旋翼舱，垂直起降和悬停时用旋翼产生升力做正常的直升机飞行；全速向前时旋翼舱倾转成水平，改由固定翼产生升力，可像螺旋桨飞机一样飞翔。例如美国贝尔-波音公司的V-22鱼鹰。
- 共轴式（coaxial）

两个旋翼上下排列，在同一个轴线上反向旋转。例如，前苏联卡莫夫设计局研制的卡-27直升机和卡-50攻击直升机。
- 交错式（intermeshing）

两个旋翼左右横向排列，旋翼轴间隔较小并且不平行，旋转方向相反但是旋桨恰好处于对面旋桨的空隙之间。例如，Kaman公司制造的K-MAX起重直升机。

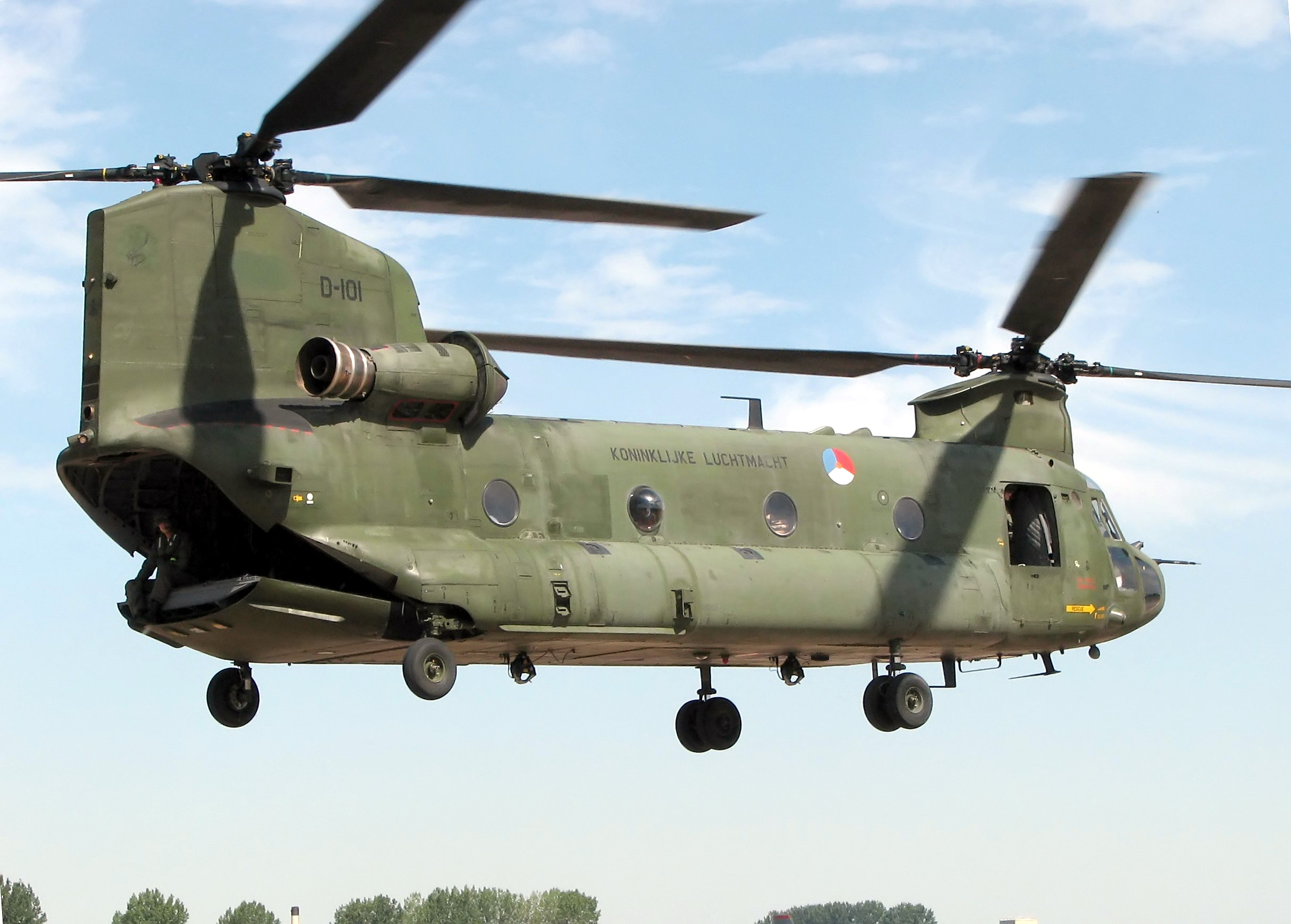
纵列式代表：波音CH-47D
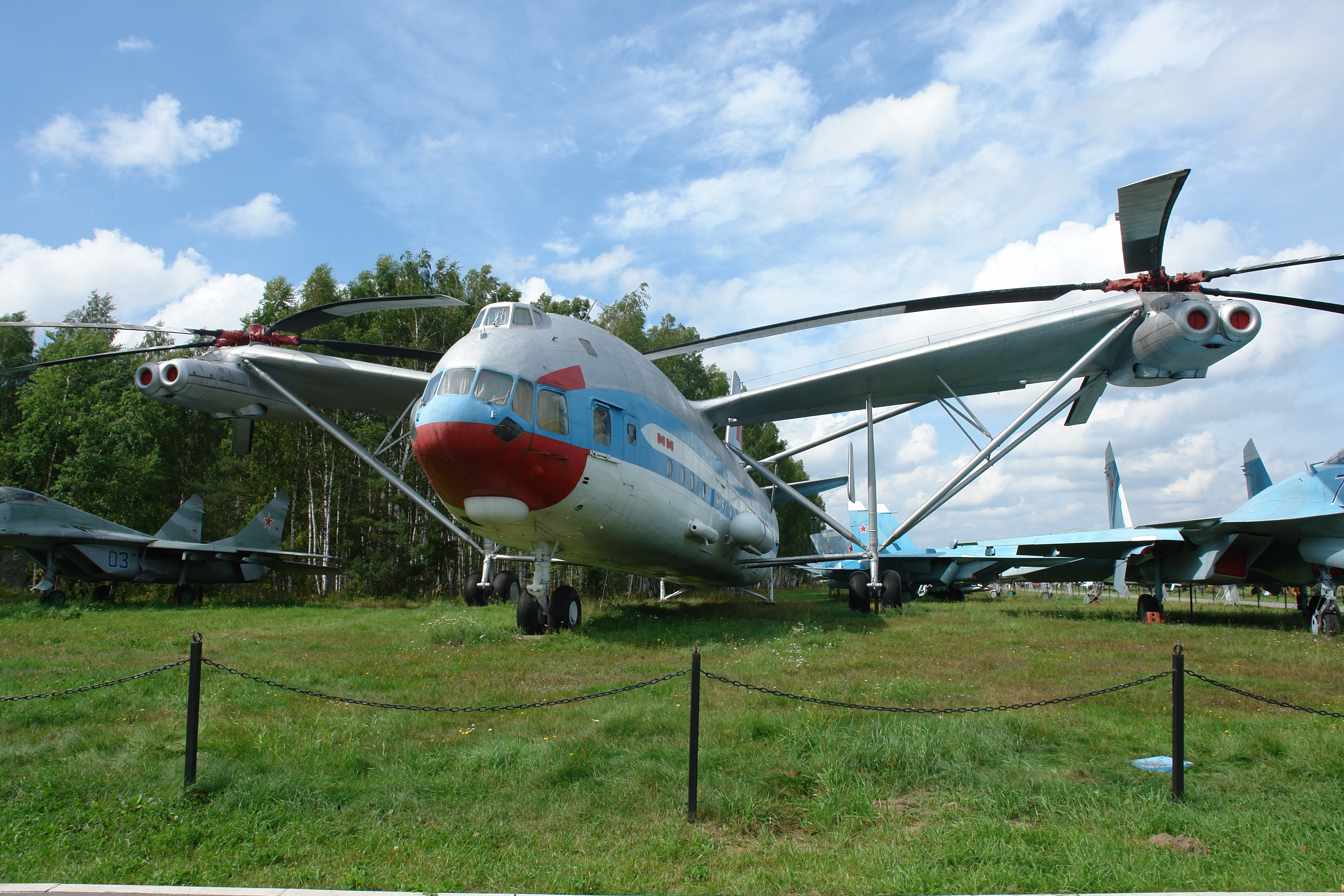
横列式代表：米里Mi-12
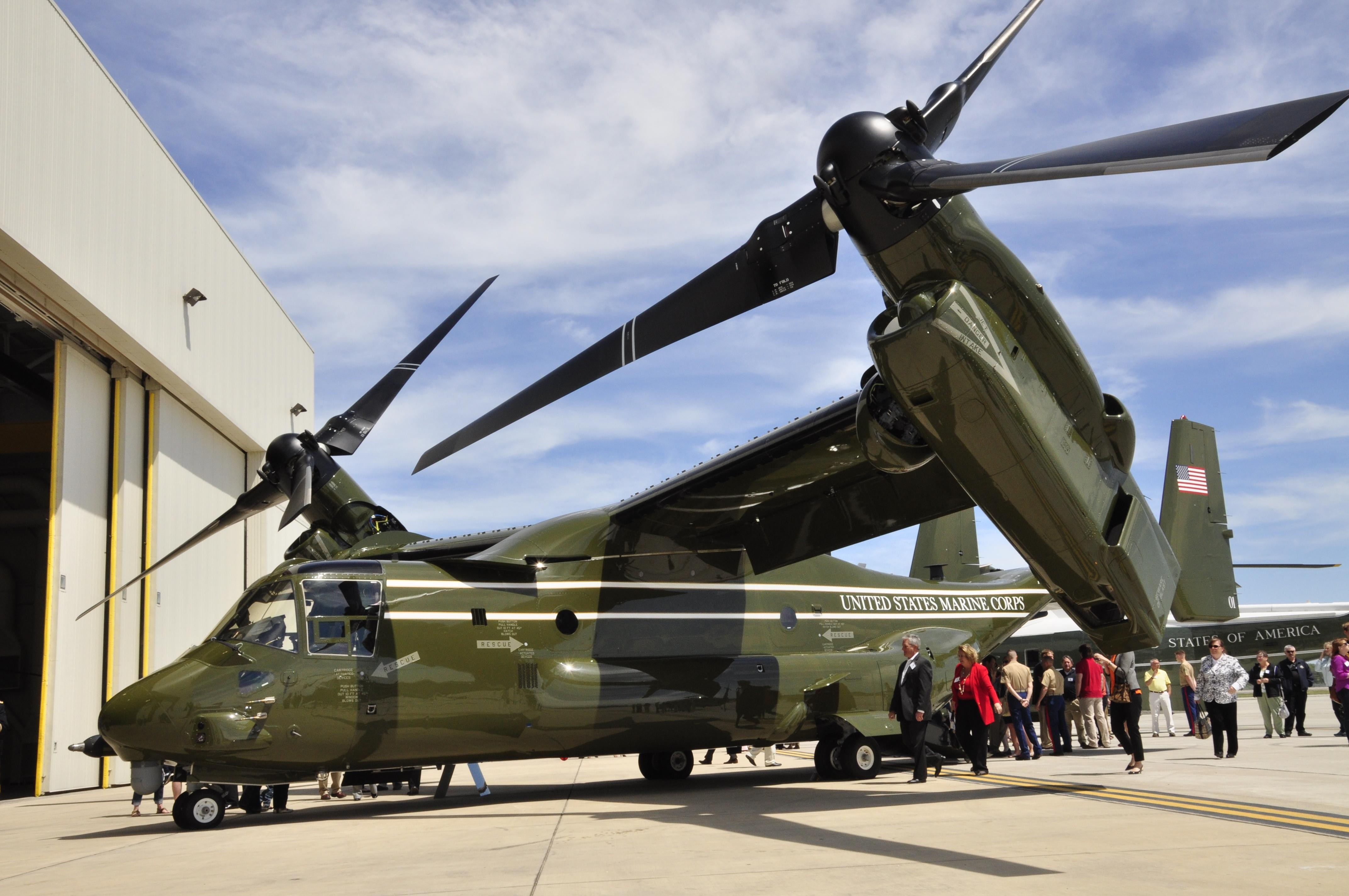
倾转式代表：贝尔-波音V-22
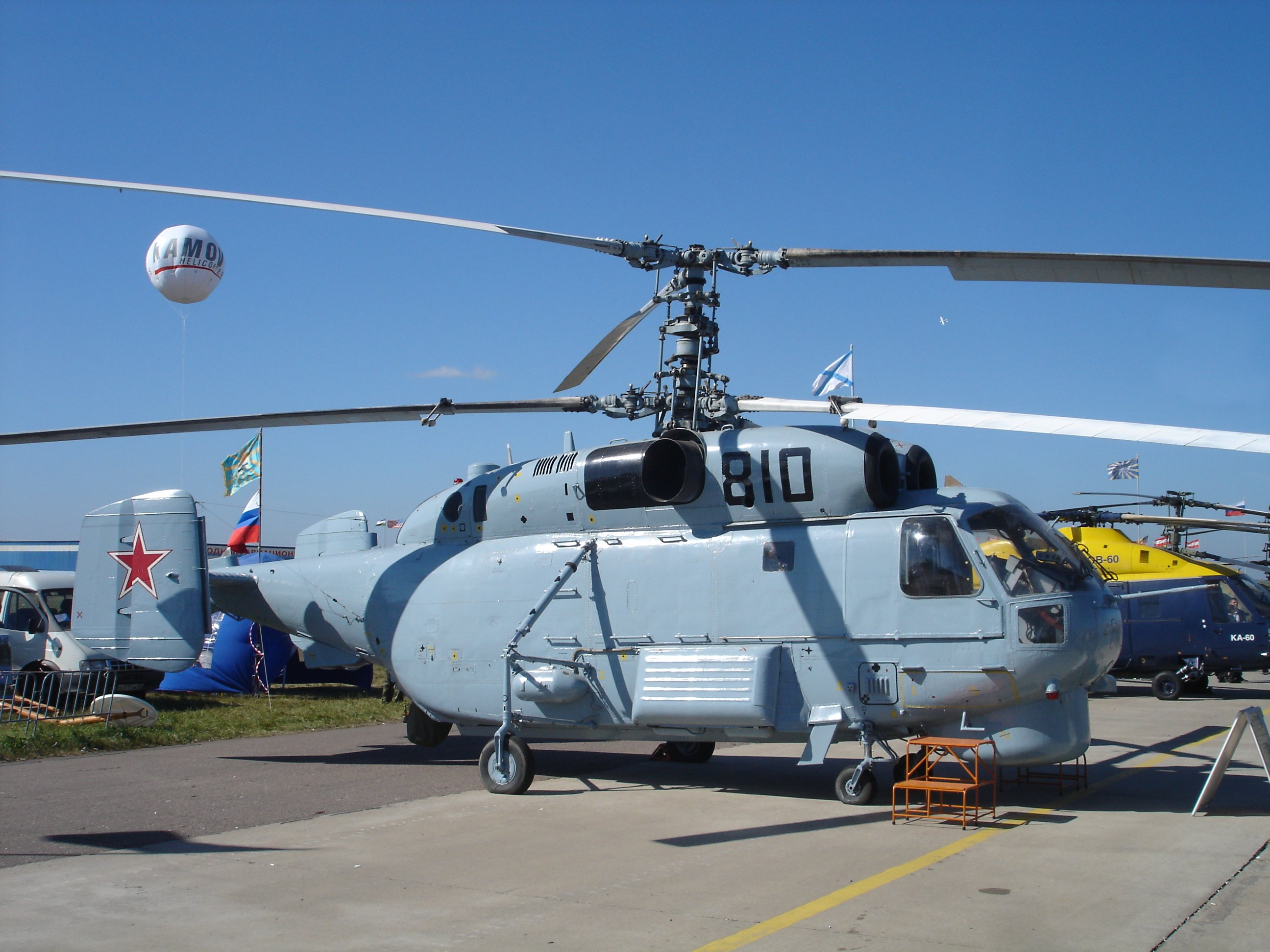
共轴式代表：卡莫夫Ka-27
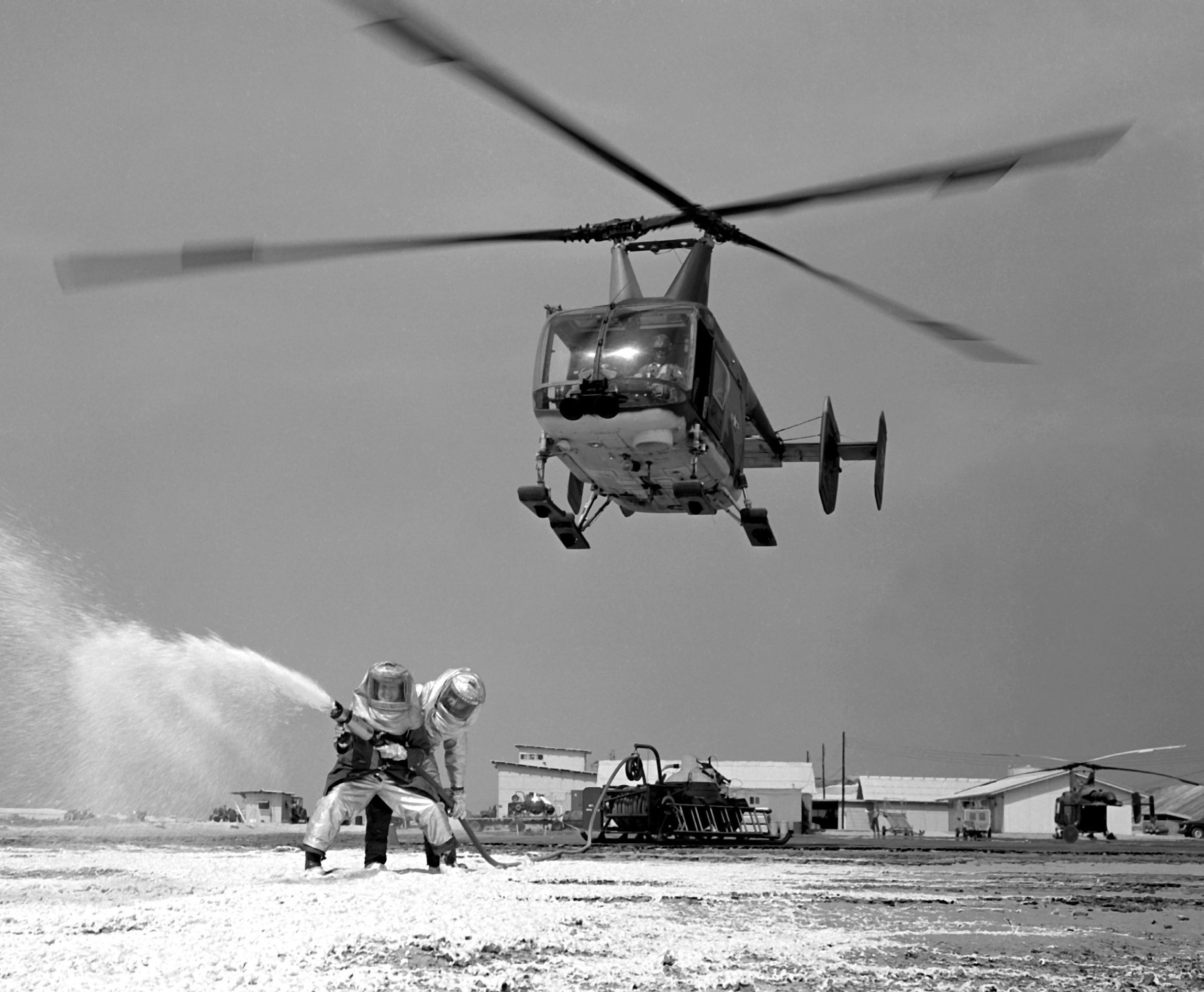
交错式代表：H-43卡曼公司双旋翼交叉式直升机K-600

### 多旋翼直升机
多旋翼直升机（multicopter）使用三个以上的旋翼来产生升力，是民用无人航空载具的主流类型。最常见的设计是四旋翼直升机（quadcopter），有四个大小相同、分布位置接近对称的旋翼来达到悬停、维持姿态及平飞。

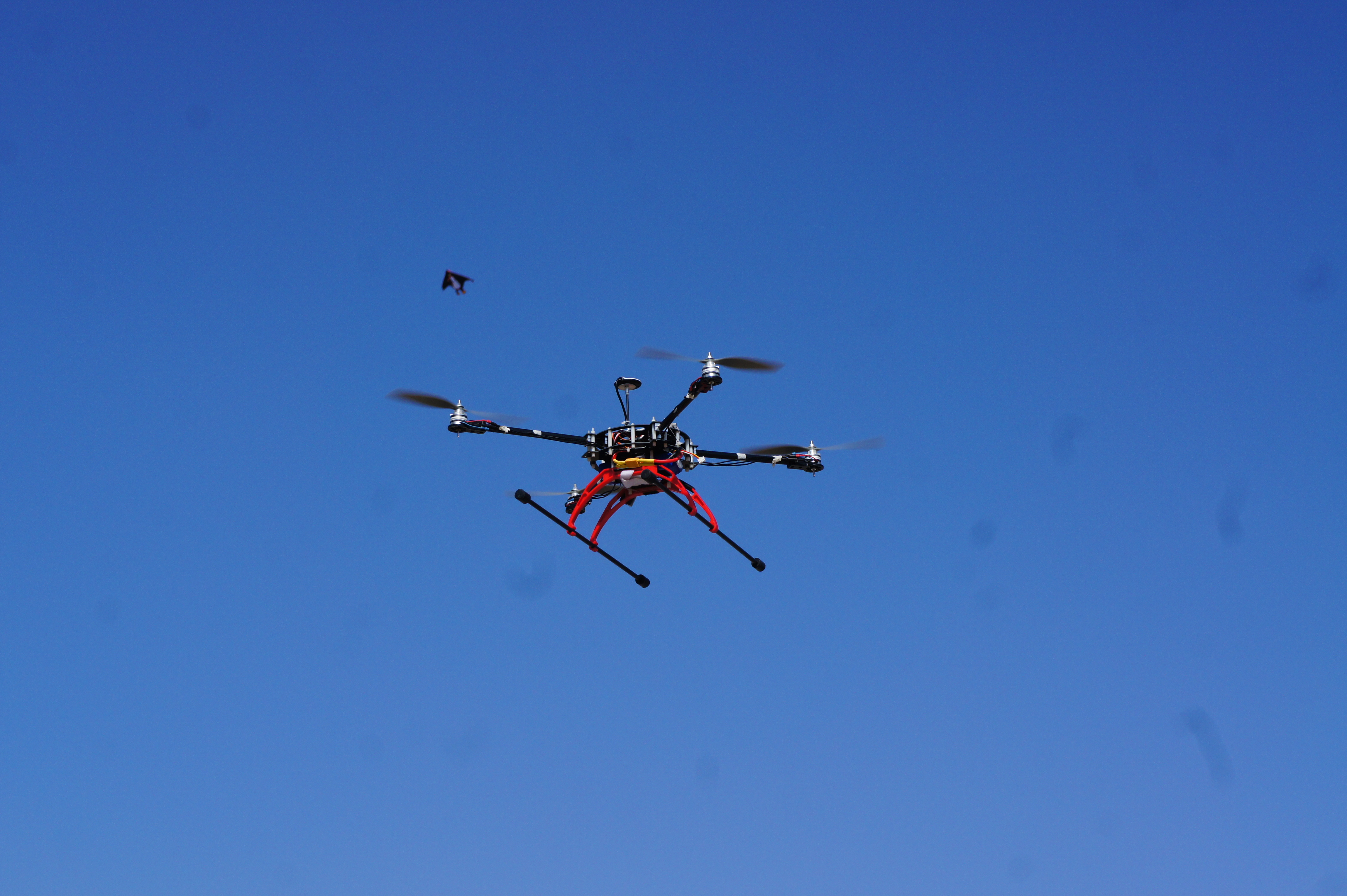
小型四旋翼飞行器
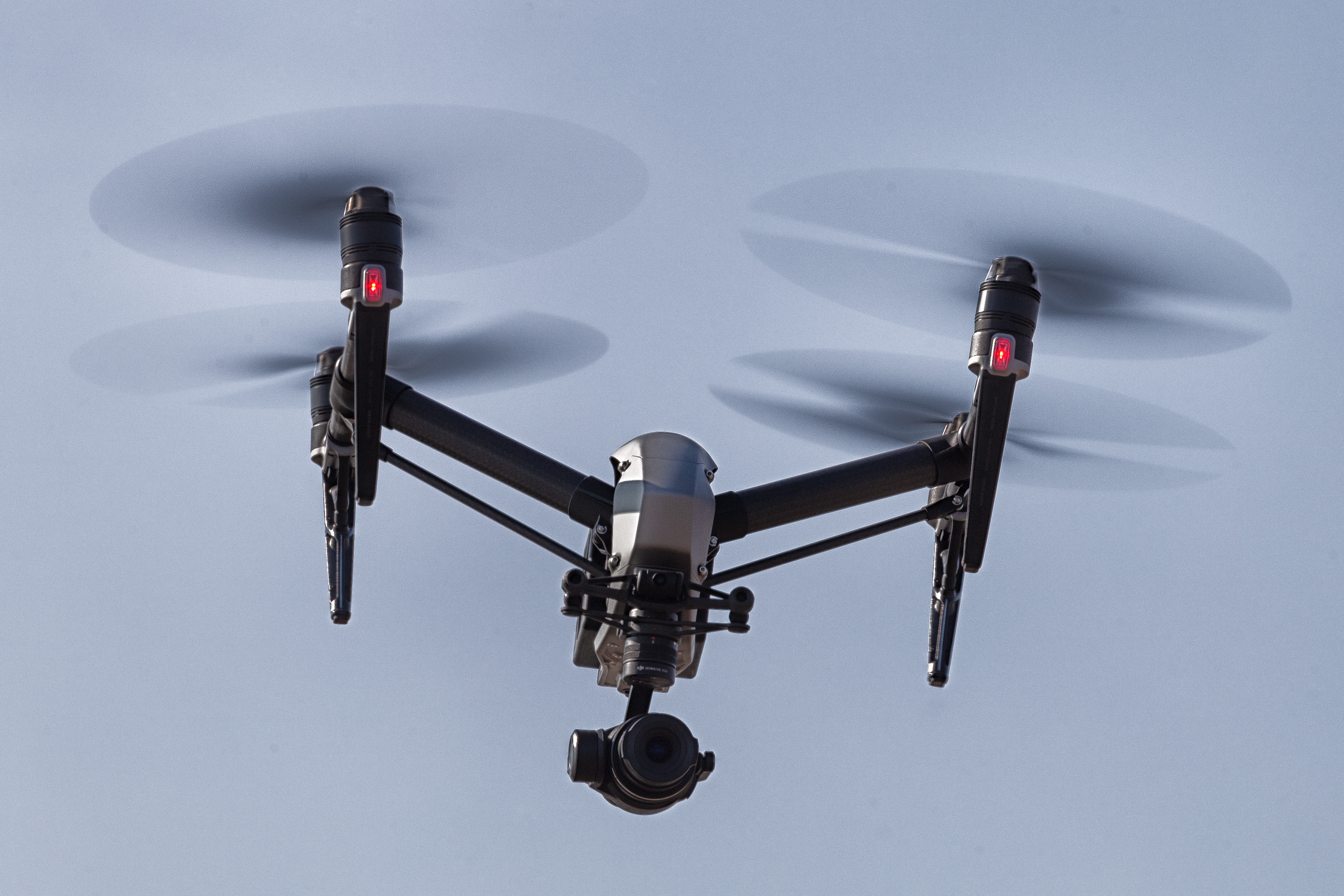
大疆悟2无人机
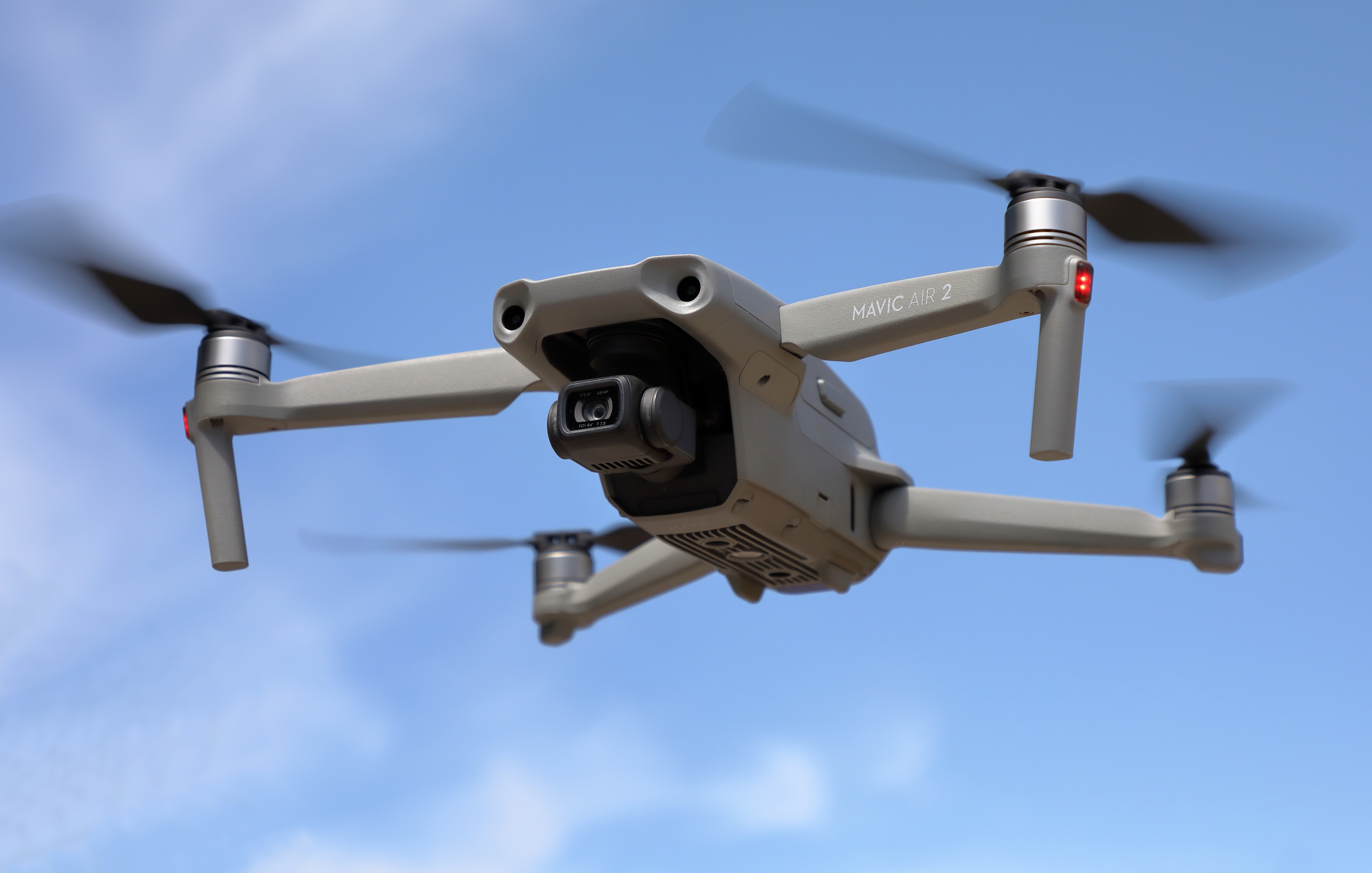
大疆御Air 2无人机
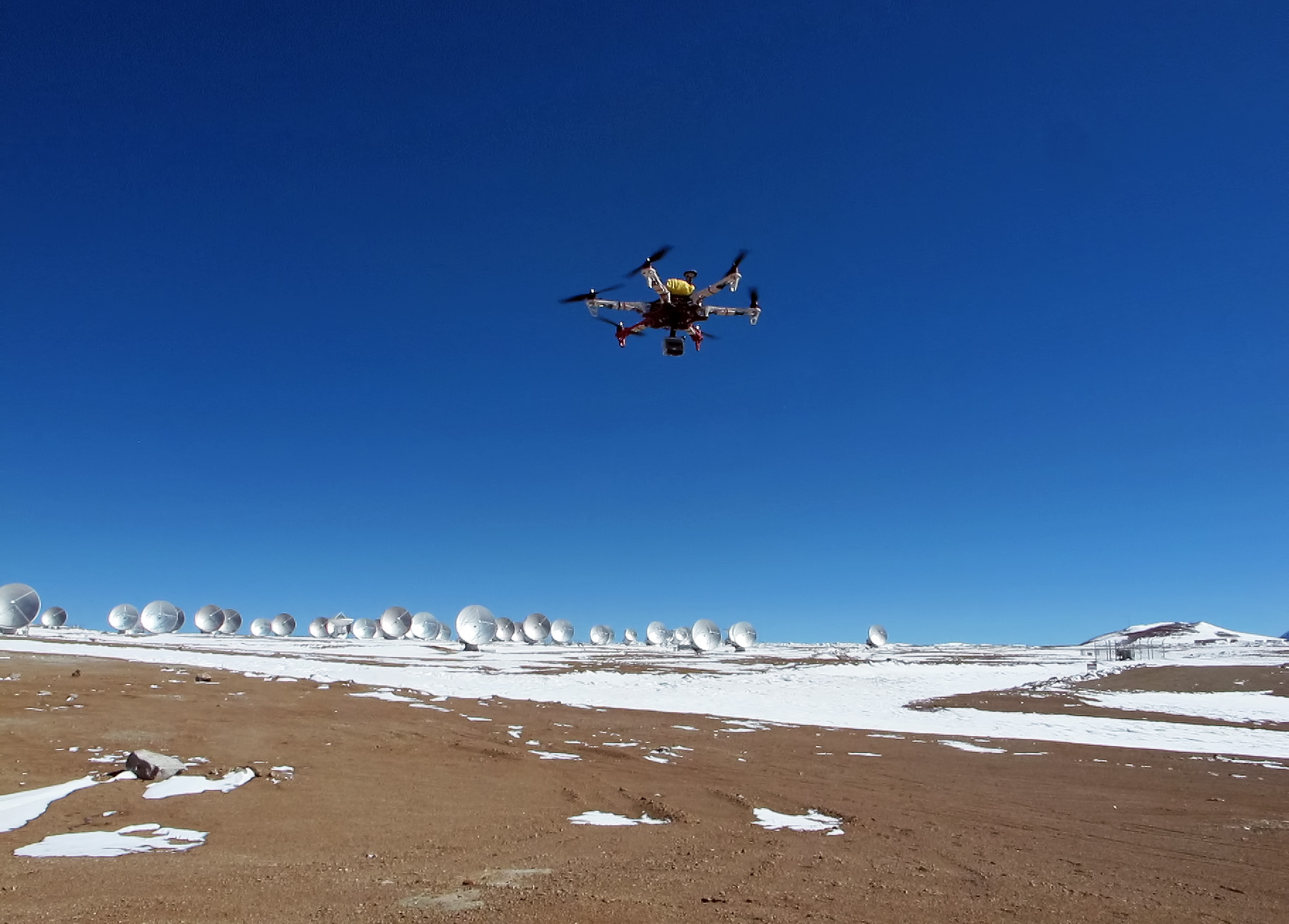
六旋翼无人机

## 起落架
直升机的起落架分为滑橇式和轮式两种，轮式又分可收放和不可收放式。滑橇式一般用于轻型直升机；轮式多用在中型、重型直升机。

## 操纵系统

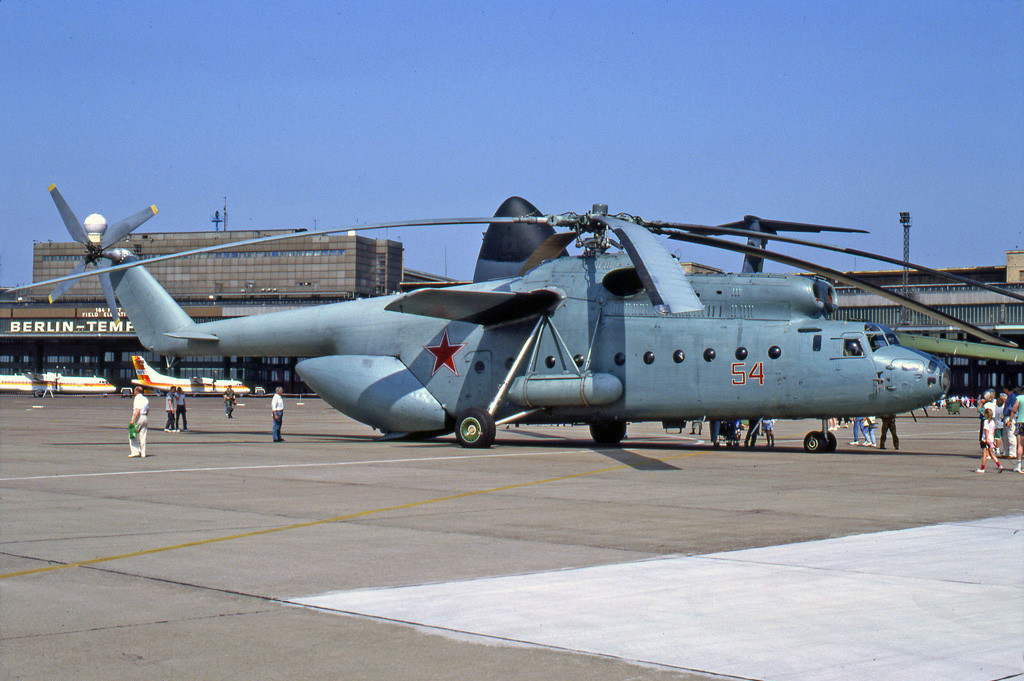
帶有機翼的前蘇聯重型運輸直升機Mi-6，1957年首飛時是世界最大直升機並保持12項世界紀錄多年。

直升机的操纵系统有别于固定翼航空器，通常由以下部分组成：
- 总距操纵杆（Collective Pitch Control），軍方稱為集體桿。

简称总距杆、集體桿，用来控制旋翼桨叶总距变化。总距操纵杆一般布置在驾驶员座位的左侧，绕支座轴线上、下转动。驾驶员左手上提杆时，使自动倾斜器整体上升而增大旋翼桨叶总距（即所有桨叶的桨距同时增大相同角度）使旋翼拉力增大，反之拉力减小，由此来控制直升机的升降运动。通常在总距操纵杆的手柄上设置旋转式油门操纵机构，用来调节发动机油门的大小，以便使发动机输出功率与旋翼桨叶总距变化后的旋翼需用功率相适应。因此，该操纵杆又被称为总距油门杆。
- 周期变距操纵杆（Cyclic Control），軍方稱為迴旋操縱桿

简称驾驶杆、迴旋桿。与固定翼航空器的驾驶杆作用相似，通过操纵线系与自动倾斜器相连接。一般位于驾驶员座椅的中央前方。驾驶员沿横向和纵向操纵周期变距操纵杆时，自动倾斜器会出现相应方向的倾斜，从而导致旋翼拉力方向也发生相应方向的倾斜，由此得到需要的推进力以及横向和纵向操纵力，进而改变直升机的运动状态和自身姿态。
- 脚蹬（Anti-torque Pedals），軍方稱為尾舵。

与固定翼航空器的方向舵脚蹬作用相似，都是控制航向的工具。由于直升机的类型比较多，脚蹬起作用的方式也各不相同。对于单旋翼带尾桨直升机，脚蹬经操纵线系与尾桨的桨距控制装置相连，通过控制尾桨桨距的大小来调节尾桨产生的侧向力，达到控制航向的目的。对于单旋翼无尾桨直升机，则是通过脚蹬控制机身尾部出气量的大小来调节侧向力。对于双旋翼直升机，脚蹬控制的则是两旋翼总桨距的差动，即一个增大一个减小，使得两旋翼反扭矩不能平衡，从而使机身发生航向偏转。

单旋翼带尾桨直升机的操纵系统说明表
| 名称             | 直接操纵对象                       | 主要作用                       | 副作用                                                | 前飞时的用途 | 悬停时的用途           |
| ---------------- | ---------------------------------- | ------------------------------ | ----------------------------------------------------- | ------------ | ---------------------- |
| 周期变距杆－横向 | 改变旋翼前后桨叶的桨距             | 通过自动倾斜器横向倾斜旋翼桨盘 | 增加下降率                                            | 使航空器转弯 | 侧向移动               |
| 周期变距杆－纵向 | 改变旋翼左右桨叶的桨距             | 通过自动倾斜器纵向倾斜旋翼桨盘 | 增加下降率                                            | 操纵俯仰姿态 | 前后移动               |
| 总距操纵杆       | 通过自动倾斜器同步改变旋翼桨叶桨距 | 增加和减小旋翼拉力             | 增加和减小扭矩和发动机转速                            | 调整垂直速度 | 调整悬停高度和垂直速度 |
| 脚蹬             | 尾桨总距                           | 产生偏航速率                   | 增加或降低扭矩和发动机转速 （小于旋翼总距操纵的影响） | 调整侧滑角   | 控制偏航速率和航向     |

## 用途

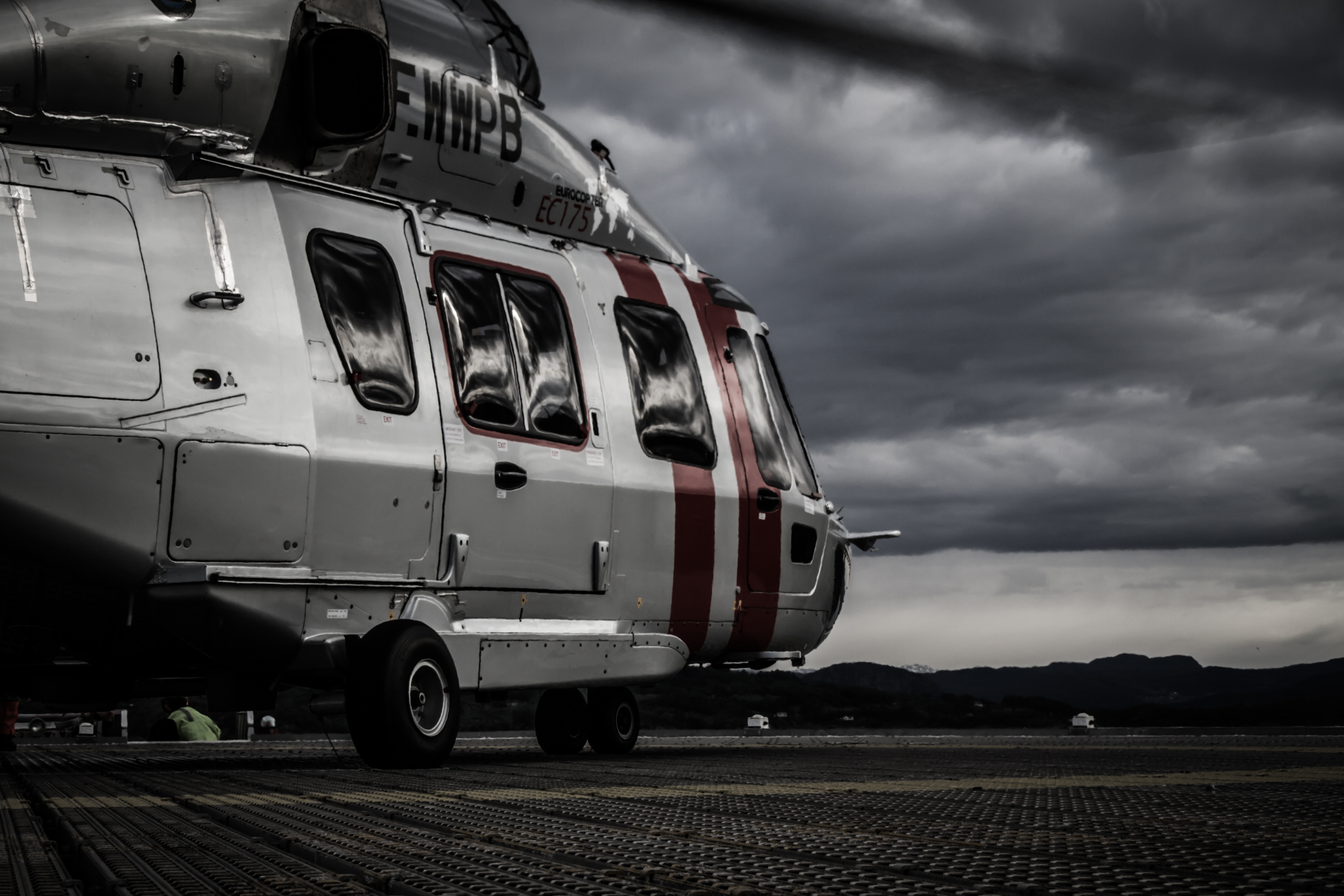
在陰天下起飛的直-15全天候直升機，該款機有軍民兩用功能。

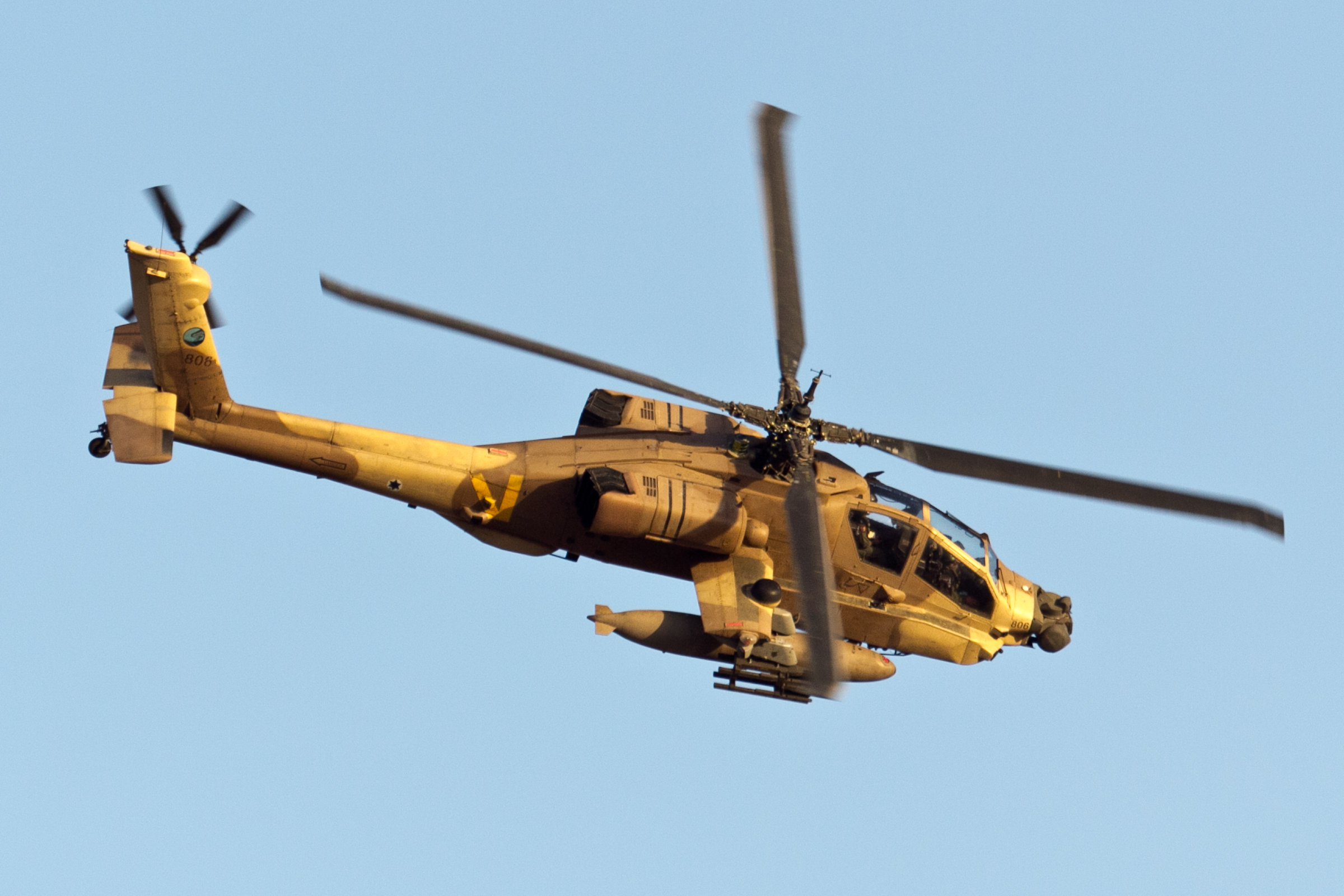
AH-64攻擊直升機

直升機依照用途可分為民用與軍用兩種。

### 民用
作為民間工作，沒有武裝且僅有該用途所需的裝備的直升机即為民用直升機。依其用途目前主要可分為下列幾種：
- 救護直升機（Doctor Helicoptor，或稱醫療直升機）
- 救災直升機
- 採訪直升機（或稱新聞直升機）
- 觀測直升機
- 觀光直升機
- 警用直升机
- 貨運直升機
- 農用直升機
- 郵件直升機

### 軍用
增加裝甲和武器，同時加強性能以供軍事用途的直升機便為軍用直升機。依其用途目前主要可分為下列五種：
- 攻擊直升機（Attack Helicopter）
- 運輸直升機（Transport Helicopter）
- 偵察直升機（Reconnaissance Helicopter）
- 反潛直升機（Anti-Submarine Warfare Helicopter）
- 通用直升機（Utility Helicopter）

## 外部連結
- American Helicopter Society  （页面存档备份，存于）
- Army Aviation Association of America
- Helicopter Links - companies, organizations, museums, trade/air shows  （页面存档备份，存于）
- 直升機 在博闻网上
- Helicopter Association International  （页面存档备份，存于）
- Helicopter history site  （页面存档备份，存于）
- Helicopter photo gallery  （页面存档备份，存于）
- Rotary Action - guide to helicopters in movies and TV
- US patent #1848389 - Sikorsky's helicopter patent (requires Quicktime plugin) （页面存档备份，存于）.
- 1953 archive video about uses and flight physics of helicopters , (features vintage models). Published by Encyclopædia Britannica but now Creative Commons license, Prelinger Archives.
- "Flights -- of the Imagination: airships that soar only in the day-dreams of their inventors" 1918 Popular Science article on various imagined and suggested helicopter design concepts – （页面存档备份，存于）, Popular Science monthly, December 1918, pp. 58–59.

### 引用
1. ↑  Joseph Needham and Ling Wang (1965), Science and civilisation in China: Physics and physical technology, mechanical engineering Volume 4, Part 2, page 583.
2. ↑  《抱朴子》：「若能乘蹻者，可以周流天下，不拘山河。凡乘蹻道有三法：一曰龍蹻、二曰虎蹻、三曰鹿盧蹻。或服符精思，若欲行千里，則以一時思之。若昼夜十二时思之，则可以一日一夕行万二千里，亦不能过此，过此当更思之，如前法。或用枣心木为飞车，以牛革结环剑以引其机，或存念作五蛇六龙三牛交罡而乘之，上升四十里，名为太清。」
3. ↑  . www.sohu.com.   [2022-01-01]. （原始内容存档于2018-11-23） （英语）.
4. ↑  . 知乎专栏.   [2022-01-01]. （原始内容存档于2022-01-01） （中文）.
5. ↑  李慧妍. . 香港01. 2018-06-24  [2022-06-10]. （原始内容存档于2022-06-10） （中文（香港））.
6. ↑  .   [2020-07-08]. （原始内容存档于2021-03-10）.
7. ↑  David Crist.  (PDF). 1981-08  [2020-07-08]. （原始内容存档 (PDF)于2021-03-10）.